# گوگو روخو
گوگو روخو (اسپانیایی: Gogó Rojo‎؛ ‏ ۷ دسامبر ۱۹۴۲ – ۲۶ ژوئیهٔ ۲۰۲۱) بازیگر اهل آرژانتین و خواهر کوچک ستارۀ آرژانتینی اتل روخو بود.
از فیلم‌هایی که وی در آن‌ها نقش داشته است، می‌توان به دست مردی مرده اشاره نمود.